# Eparchie

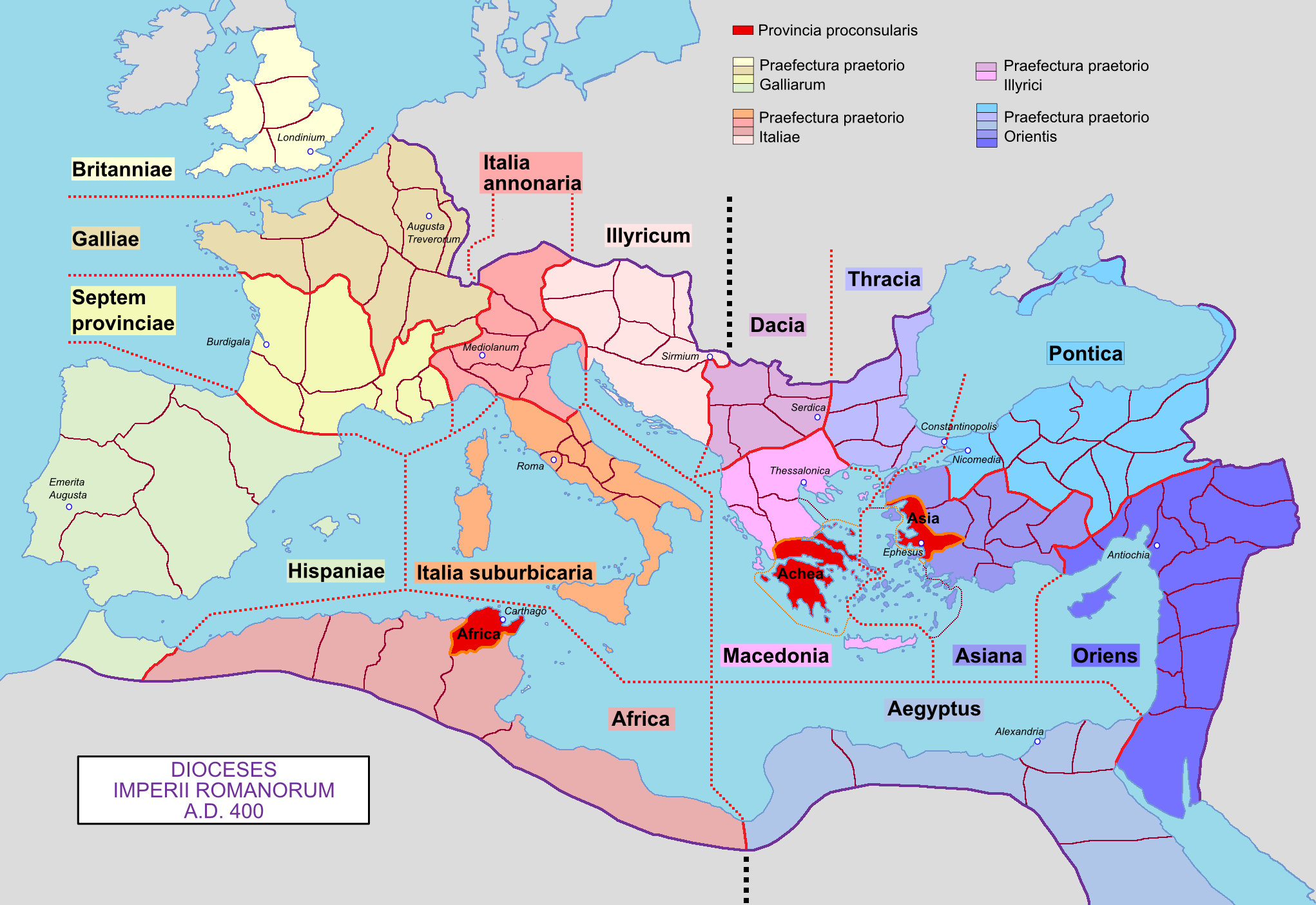
Provincies en bisdommen in het Romeinse Rijk

Een eparchie (uit het Grieks: επαρχία ('eparchia'), afgeleid van 'eparchein' = 'heersen over'; ep-, epi- + archein, 'heersen') was oorspronkelijk een deel van een rijksdiocees in het Oost-Romeinse Rijk, dat overeenkwam met een Romeinse provincia of praefectura.  Aan het hoofd van een eparchie stond een eparchos (bevelhebber, landvoogd).
In het Oost-Romeinse Rijk werd het begrip ook gebruikt voor een kerkprovincie en vanaf de 5e eeuw ook voor een diocees in de betekenis van het Latijns kerkelijk recht.  Aan het hoofd van een eparchie staat een eparchos (residerend bisschop).  Beide woorden komen in deze betekenis enkel voor in het oosters kerkelijk recht.